# Eerlijke Geldwijzer
De Eerlijke Geldwijzer is een Nederlands keurmerk voor het investeringsbeleid van banken en verzekeraars op basis van ethische, maatschappelijke en milieucriteria. Deze ranking maakt deel net zoals de Belgische BankWijzer deel uit van Fair Finance International. Beide initiatieven willen consumenten doen kiezen voor duurzaam beleggen en druk laten uitoefenen zodat hun financiële instelling kiest voor duurzaam bankieren. Anderzijds is er ook directe invloed op bancaire beleidsstukken en jaarverslagen zodat de financiële sector concurrentiëler wordt op vlak van maatschappelijk verantwoord ondernemen.

## Geschiedenis
In 2009 werd de Eerlijke Bankwijzer opgericht in Nederland op initiatief van Oxfam Novib, Amnesty International, Milieudefensie, Pax Christi Nederland, Federatie Nederlandse Vakbeweging en World Animal Protection.
 De Eerlijke Verzekeringswijzer volgde in 2013. In april 2015 werden de twee initiatieven samengevoegd tot de Eerlijke Geldwijzer. De Eerlijke Geldwijzer vergelijkt "de tien belangrijkste aanbieders van particuliere betaal- en spaarrekeningen op de Nederlandse markt op een aantal duurzaamheidsthema’s, zoals milieu, mensenrechten en dierenwelzijn."
In 2011 volgde een vergelijkbaar initiatief in Brazilië. Op basis van het Nederlandse pionierswerk richtte Oxfam International met Fair Finance International een koepelorganisatie op voor initiatieven die de consument helpen om ethisch en duurzaam te bankieren en beleggen. In 2015 werd het onderzoek uitgebreid naar Japan. Datzelfde jaar werd de Belgische BankWijzer gelanceerd op initiatief van FairFin, Réseau Financité, Bond Beter Leefmilieu, 11.11.11., CNCD-11.11.11, Amnesty International, Oxfam, Netwerk Bewust Verbruiken en het Algemeen Christelijk Vakverbond.. Anno 2020 is Fair Finance International ook vertegenwoordigd in Duitsland, Indië, Indonesië, Noorwegen, Zweden en Thailand.

## Werkwijze
De banken en investeringsmaatschappijen worden beoordeeld op 18 verschillende thema's, zoals de opwarming van de Aarde, natuurbescherming, rechten van de mens, wapenhandel, bonus- en corruptiebeleid. Per bank (of verzekeringsgroep) wordt een score gepubliceerd die vooral gebaseerd is op beleidsdocumenten van deze bedrijven en minder op de praktijk. Sommige banken, zoals de ethische Triodos Bank, scoorden hierdoor in het verleden relatief laag. Na kritiek van diverse banken en verzekeringskantoren op deze beoordelingswijze begon de Eerlijke Geldwijzer de praktijk te onderzoeken waarvan de resultaten regelmatig op hun website gepubliceerd worden. Bij dit praktijkonderzoek wordt doorgaans een lijst opgesteld van bedrijven die bijvoorbeeld mensenrechten schenden, milieuvervuilend zijn of niet-conventionele wapens produceren. Vervolgens wordt getoetst welke banken of verzekeringskantoren geld uitlenen aan deze bedrijven. De onderzoeksmethode van de Eerlijke Bankwijzer blijft echter omstreden, ook onder banken die goed scoren in de onderzoeken. Zo wordt door Triodos Bank beweerd: ,,Ze willen alles in regeltjes vatten en kijken te weinig naar de praktijk van het midden-en kleinbedrijf’’.
In de eerste vijf jaar van de Eerlijke Bankwijzer vonden er 165 aanscherpingen van beleid plaats bij banken. Een voorbeeld hiervan is het besluit van Van Lanschot om landroof tegen te gaan en besloten Delta Lloyd, SNS REAAL en de Rabobank niet meer in kernwapens te investeren naar aanleiding van een praktijkonderzoek.
In juni 2015 werd een in opdracht van de Eerlijke Verzekeringswijzer uitgevoerd onderzoek gepubliceerd, waaruit bleek dat acht van de tien grootste verzekeraars in Nederland samen voor ongeveer 7 miljard euro hadden geïnvesteerd in bedrijven die betrokken zijn bij wapenproductie. Ook veel bekende banken investeren volgens de Eerlijke Geldwijzer nog steeds miljoenen euro's in niet-conventionele wapenindustrie, milieuvervuilende bedrijven en bedrijven die mensenrechten schenden (zoals de mijnindustrie in ontwikkelingslanden) zonder hiervoor deontologische codes af te spreken met deze bedrijven.
Zowel de Triodos Bank als de ASN Bank scoren hoog (update 2018). Voornamelijk kleinere banken behalen een goede score. Over de jaren heen zijn de scores van de overige banken aanzienlijk verbeterd, maar de meeste banken scoren nog steeds onvoldoende op verschillende criteria van het onderzoek. Uit de diverse praktijkonderzoeken blijkt dat diverse banken en verzekeringskantoren hun praktijk soms niet afstemmen op hun eigen vooropgestelde duurzaamheidsdoelen.